# Hitachi Football Club 1991-1992
Questa voce raccoglie le informazioni riguardanti l'Hitachi Football Club nelle competizioni ufficiali della stagione 1991-1992.

## Stagione
Al suo ritorno in massima divisione, l'Hitachi concluse il campionato al nono posto e giunse sino alle fasi avanzate delle coppe, venendo eliminata in semifinale di Coppa dell'Imperatore dallo Yomiuri. Al termine della stagione la squadra rinunciò alla possibilità di ottenere lo status di club professionistico, retrocedendo nella Japan Football League.

## Maglie e sponsor
Sulla parte anteriore delle maglie vengono introdotti i numeri dei giocatori, che vanno ad aggiungersi all'iscrizione Hitachi. Per quanto riguarda l'aspetto della divisa, l'Adidas aggiunge un motivo a strisce bianche e nere sulle maniche.
| Manica sinistra · Manica sinistra · Maglietta · Maglietta · Manica destra · Manica destra · Pantaloncini · Pantaloncini · Calzettoni · Calzettoni | Manica sinistra · Manica sinistra · Maglietta · Maglietta · Manica destra · Manica destra · Pantaloncini · Pantaloncini · Calzettoni · Calzettoni | Manica sinistra · Manica sinistra · Maglietta · Maglietta · Manica destra · Manica destra · Pantaloncini · Pantaloncini · Calzettoni · Calzettoni |  |

## Organigramma societario
Area tecnica
- Allenatore: Hiroyuki Usui
- Vice allenatore: Zé Sérgio

## Rosa
| N. |                     | Ruolo | Calciatore           |
| -- | ------------------- | ----- | -------------------- |
| 1  | Giappone (bandiera) | P     | Akio Kanda           |
| 2  | Giappone (bandiera) | D     | Kazuya Furuya        |
| 3  | Brasile (bandiera)  | D     | Régis Angeli         |
| 4  | Giappone (bandiera) | D     | Shougo Iida          |
| 5  | Giappone (bandiera) | D     | Tsunetoshi Mochizuki |
| 6  | Giappone (bandiera) | C     | Toru Yoshikawa       |
| 7  | Brasile (bandiera)  | A     | Wagner Lopes         |
| 8  | Giappone (bandiera) | C     | Shingo Hoshino       |
| 9  | Brasile (bandiera)  | A     | Betinho              |
| 10 | Giappone (bandiera) | A     | Yuji Onizuka         |
| 11 | Giappone (bandiera) | A     | Hiroyuki Kiyokawa    |
| 12 | Giappone (bandiera) | A     | Yuichi Abe           |
| 13 | Giappone (bandiera) | A     | Makoto Kitano        |
| 14 | Giappone (bandiera) | C     | Takeshi Hoshi        |

| N. |                          | Ruolo | Calciatore          |
| -- | ------------------------ | ----- | ------------------- |
| 15 | Giappone (bandiera)      | D     | Naoki Naitō         |
| 16 | Corea del Sud (bandiera) | D     | Cho Kwi-Jea         |
| 17 | Giappone (bandiera)      | C     | Tomoyoshi Ikeya     |
| 18 | Giappone (bandiera)      | A     | Shinichiro Tani     |
| 19 | Giappone (bandiera)      | P     | Hirokazu Goshi      |
| 20 | Giappone (bandiera)      | C     | Yūji Ōkuma          |
| 22 | Giappone (bandiera)      | A     | Masami Oda          |
| 23 | Giappone (bandiera)      | D     | Kiyoshi Seo         |
| 24 | Giappone (bandiera)      | D     | Yasuhiro Nakatsuka  |
| 25 | Giappone (bandiera)      | D     | Takeshi Shouji      |
| 26 | Giappone (bandiera)      | D     | Koji Shinto         |
| 27 | Giappone (bandiera)      | A     | Takahiro Shimotaira |
| 28 | Giappone (bandiera)      | A     | Takashi Shoji       |
| 29 | Giappone (bandiera)      | P     | Dai Sato            |

## Statistiche

### Statistiche di squadra
| Competizione          | Punti | Totale | Totale | Totale | Totale | Totale | Totale | DR |
| Competizione          | Punti | G      | V      | N      | P      | Gf     | Gs     | DR |
| --------------------- | ----- | ------ | ------ | ------ | ------ | ------ | ------ | -- |
| JSL Division 1        | 25    | 22     | 6      | 7      | 9      | 22     | 30     | -8 |
| JSL Cup               | -     | 3      | 1      | 2      | 0      | 11     | 3      | +8 |
| Coppa dell'Imperatore | -     | 4      | 3      | 1      | 0      | 11     | 3      | +8 |
| Totale                | -     | 29     | 10     | 10     | 9      | 44     | 36     | +8 |